# 格兰特·伍德

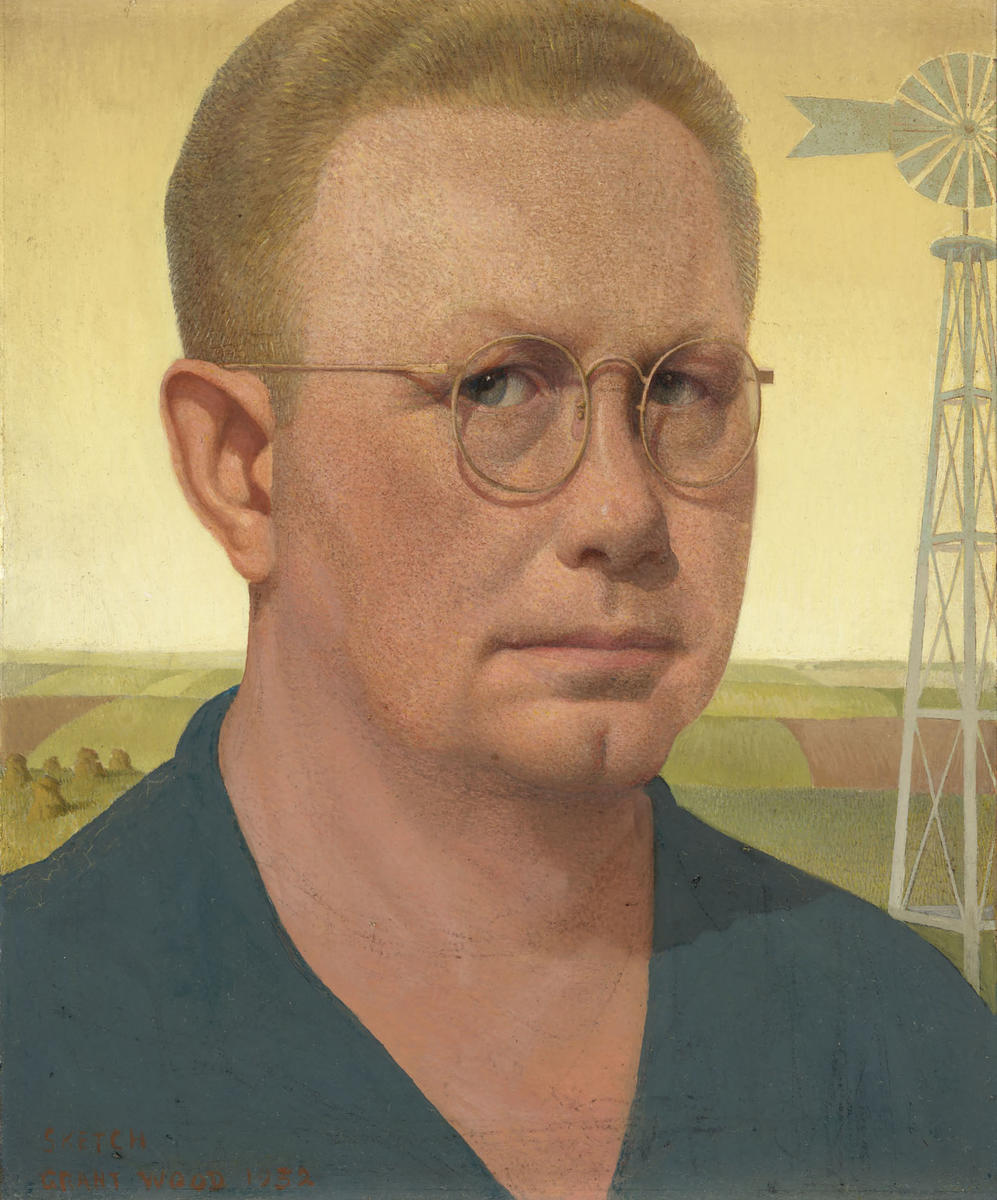
自畫像

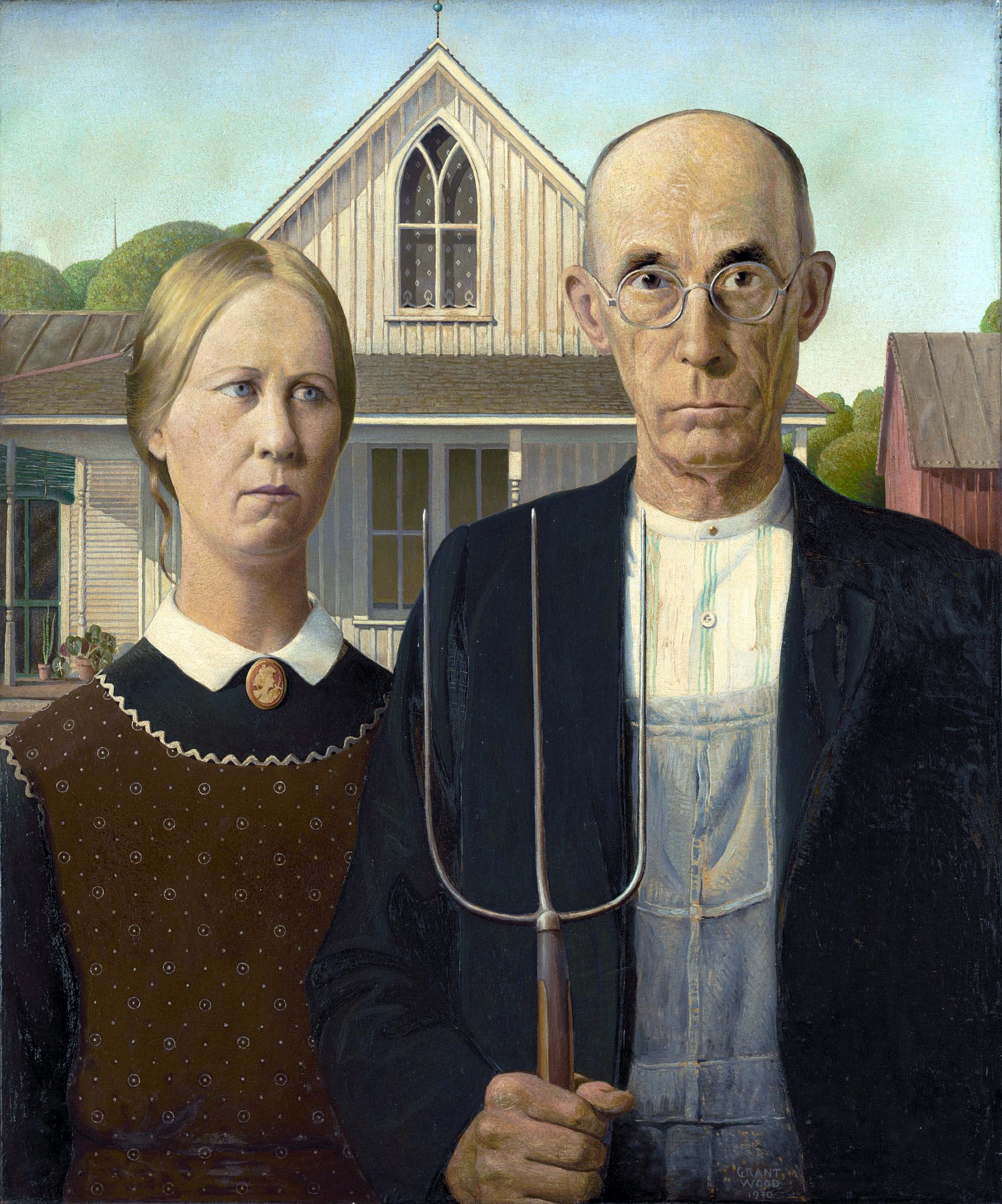
《美国哥特式》

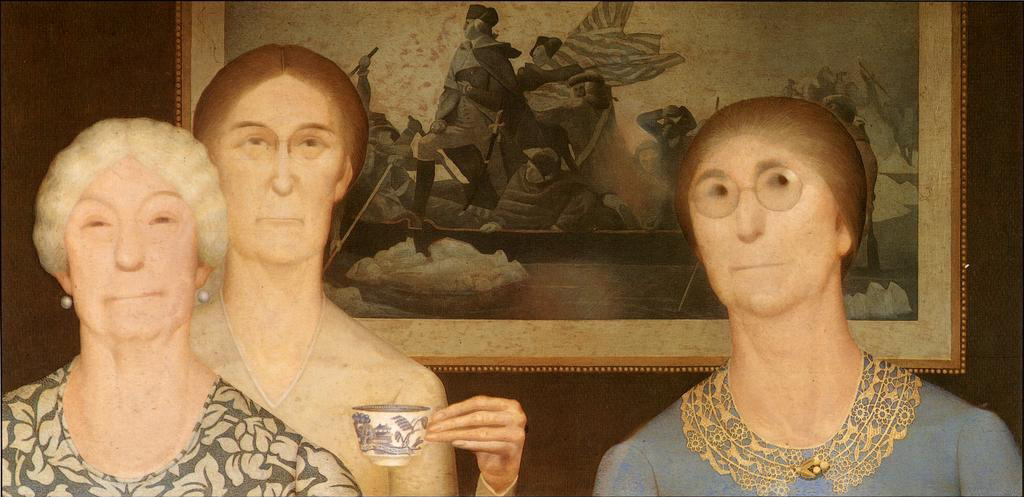
Daughters of Revolution (1932)

格兰特·伍德（Grant Wood，1891年2月13日—1942年2月12日），美國畫家，出生于艾奥瓦州阿纳穆斯。1930年因创作《美国哥特式》油画而一举成名，该作品也是美国艺术史上最著名的作品之一，也是为数不多的公认的文化标志之一，与列奥纳多·达·芬奇的《蒙娜丽莎》和爱德华·孟克的《呐喊》相提并论。画中体现了美国农民庄严自豪。他的灵感来自于古老农舍的哥特式窗户，但画中人物的脸是此画举世瞩目的地方。